# Personenzug (Bergbau)

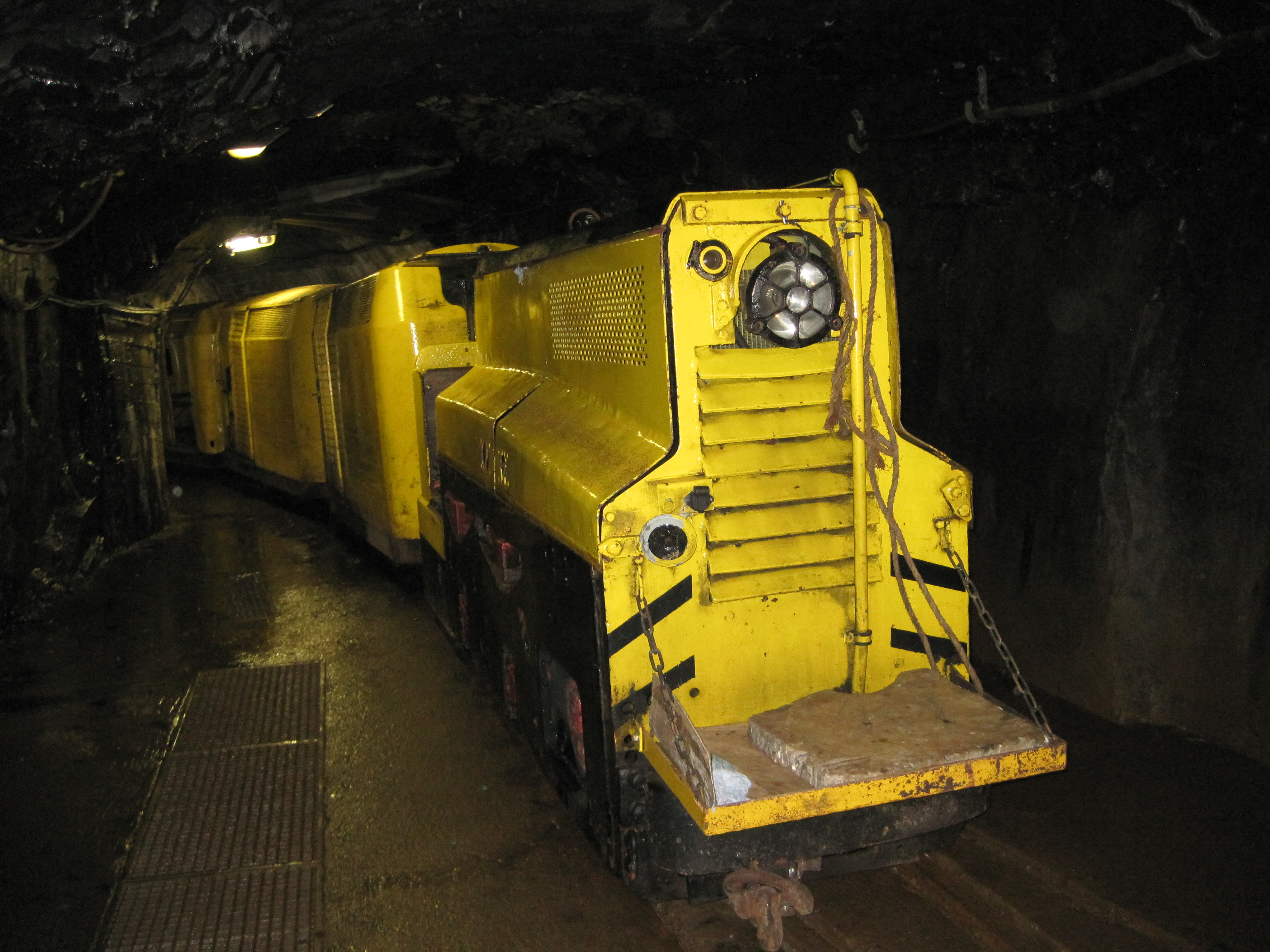
Personenzug im Kilianstollen

Als Personenzug bezeichnet man im Bergbau einen aus mehreren Sonderwagen für die Mannschaftsbeförderung zusammengestellten Zug, der unter Tage für die maschinelle Fahrung der Bergleute eingesetzt wird. Mit dem Personenzug werden die Bergleute nach der Seilfahrt zu ihren untertägigen Arbeitsplätzen und am Schichtende wieder zum Füllort befördert.

## Grundlagen
Moderne Bergwerke haben Untertage eine große Ausdehnung von mehreren Kilometern. Um zu ihren Arbeitsplätzen zu kommen, müssen die Bergleute, wenn keine andere Fahrungsmöglichkeit besteht, die oftmals kilometerlangen Strecken nicht-maschinell zurücklegen. Dies würde, je nach Entfernung zum Arbeitsplatz, mehr als eine Stunde dauern. So benötigt ein Bergmann für eine Strecke von drei Kilometern eine Zeit von einer Stunde. Dadurch wird die Arbeitszeit vor Ort, je nach Entfernung, durch die Fahrung reduziert. Neben der Reduzierung der Arbeitszeit hat die lange manuelle Fahrung auch negative ergonomische Auswirkung. Durch die langen Fußwege kommt es zu einer raschen Ermüdung, sodass die Bergleute, wenn sie ihren eigentlichen Arbeitsplatz erreicht haben, bereits leicht erschöpft sind. Eine deutliche Erleichterung bringt hier die maschinelle Fahrung. Außerdem bringt die Fahrt mit dem Personenzug eine deutliche Reduzierung der Fahrungszeit mit sich. Durch die Reduzierung der Fahrungszeit steht den betreffenden Bergleuten somit eine längere Arbeitszeit „Vor Ort“ zur Verfügung.

## Der Zug

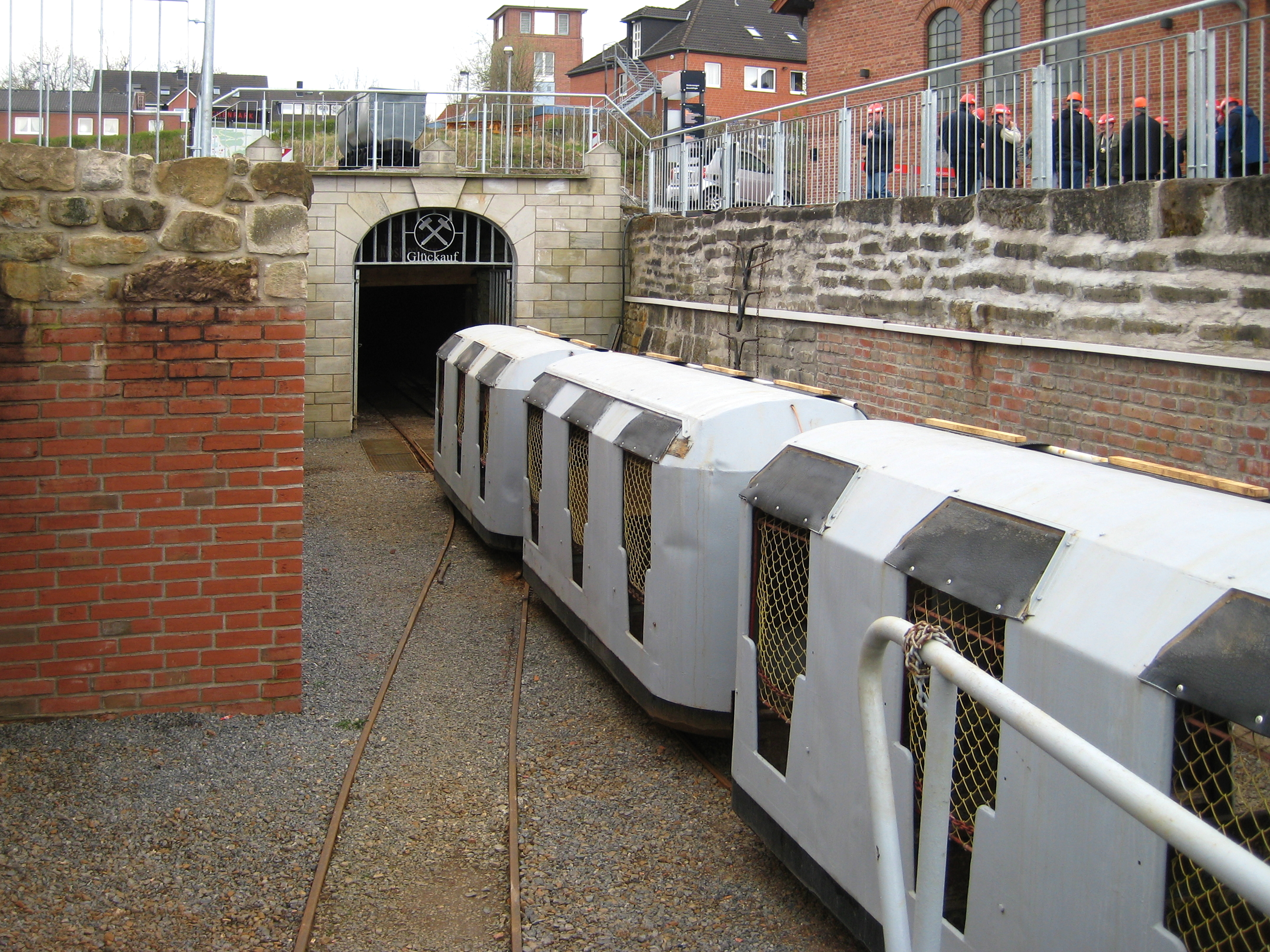
Personenwagen vor dem Mundloch des Klosterstollens Barsinghausen

Bereits in der zweiten Hälfte des 19. Jahrhunderts nutzten die Bergleute leere Förderwagen, um zu ihren Arbeitsplätzen zu gelangen. Dazu setzten sie sich in die leeren Wagen und ließen diese dann von einem Grubenpferd ziehen. Anfang des 20. Jahrhunderts wurde dazu übergegangen, die Bergleute mit leicht umgebauten Förderwagen zu ihren Arbeitsplätzen zu befördern. Hierfür wurden gewöhnliche Förderwagen mit Sitzbrettern ausgestattet, die in die Wagen gelegt wurden. Anstelle der Sitzbretter gab es auch die Möglichkeit, dass in die Seitenwände des Wagens spezielle Sitzgurte eingehängt wurden, in die sich die Bergleute setzten. Mit diesen für die Personenbeförderung ausgestatteten Wagen konnten pro Wagen bis zu vier Bergleute befördert werden. Neben diesen einfachen, für die Personenbeförderung umgebauten Förderwagen wurden auch speziell hierfür konstruierte Wagen gebaut. Diese Wagen bestanden aus zwei Drehgestellen, zwischen denen ein mehrere Meter langer Holzbalken drehbar gelagert montiert war. Auf diesem Sitzbalken konnten bis zu 30 Bergleute sitzen. Um die Füße abstellen zu können, war unten ein Brett montiert und auf Schulterhöhe war ein Brett zum Festhalten angebracht. Allerdings wurden die einfachen, zur Personenbeförderung umgebauten Förderwagen bevorzugt verwendet, da sich mit ihnen gleichzeitig Material fördern ließ. Allerdings war diese Art der maschinellen Fahrung für die Fahrenden nicht ganz ungefährlich. Später wurden auch speziell konstruierte Personenwagen gebaut und für die maschinelle Fahrung eingesetzt. Die Wagen wurden weitestgehend aus Stahlblech gefertigt und schützten die Fahrenden vor Verletzungen. Durch spezielle Wagenkupplungen können sich die Wagen nicht ungewollt selbsttätig abkuppeln. So wurde 1916 im Königin-Carola-Schacht des Königlichen Steinkohlenwerkes Zauckerode im 1100 Meter langen 13. Hauptquerschlag die Personenbeförderung mit dazu konstruierten Wagen für acht Personen aufgenommen. Diese Personenwagen wurden in geschlossenen Zügen eingesetzt. In anderen Gruben wurden später auch Wagen eingesetzt, die 16 Bergleute Platz boten. Bei der Konstruktion neuer Personenwagen wurde speziell auf eine Verbesserung der Ergonomie und der Arbeitssicherheit geachtet.

## Fahrzeiten und Fahrungszeiten
Die Fahrzeiten der Personenzüge sind auf den Bergwerken nach einem festen Fahrplan geregelt. Sie sind mit den Seilfahrten koordiniert, so dass keine größeren Wartezeiten entstehen. Die Züge fahren vom Schacht zu festgelegten Haltestellen, an denen die jeweiligen Bergleute aus dem Zug steigen, um dann nicht maschinell die letzte Wegstrecke zu ihren Arbeitsplätzen zu fahren. Die Fahrgeschwindigkeit der Züge beträgt bis zu zehn Kilometer pro Stunde. Damit der Personenzug keine Leerfahrten macht, sind die Schichtzeiten möglichst so aufeinander abgestimmt, dass der Zug die anfahrenden Bergleute zu ihrem Einsatzort bringt und auf der Rückfahrt die Bergleute der vorherigen Schicht zum Füllort befördert. Je nach Bedarf werden hierfür auch mehrere Personenzüge eingesetzt. Ob ein oder mehrere Personenzüge bereitgehalten werden müssen, hängt wesentlich von den örtlichen Verhältnissen auf dem jeweiligen Bergwerk ab. Durch den Einsatz von Personenzügen konnten die Fahrungszeiten der Bergleute etwa auf ein Drittel reduziert werden. Nach dem Einsatz wird der Personenzug in einem gesonderten Gleis, möglichst in der Nähe des Füllortes, bis zur weiteren Verwendung abgestellt.

## Modifikationen
In den 1970er Jahren wurde die Beförderungskapazität der Personenzüge gesteigert. Durch die immer größer werdenden Bergwerke waren mittlerweile Fahrstrecken von bis zu 9,6 Kilometer zu bewältigen. Das führte dazu, dass sich die Fahrungszeiten der Bergleute mit den konventionellen Personenzügen so stark vergrößerten, dass sich die Arbeitszeit vor Ort auf fünf Stunden reduzierte. Deshalb wollte man die Fahrungszeiten der Personenzüge deutlich reduzieren. Um die Beförderungskapazität zu steigern, wurden Personenwagen mit Platz für bis zu 24 Bergleute pro Wagen benötigt. Die Fahrgeschwindigkeiten sollten auf bis zu 50 Kilometer pro Stunde gesteigert werden. Hierfür mussten neue Loks entwickelt werden, da die alten Grubenlokomotiven für solche Fahrgeschwindigkeiten nicht konstruiert waren. Auch das Gleisbett musste für höhere Geschwindigkeiten ausgelegt werden. Außerdem mussten die Personenwagen neu konstruiert werden, damit sie den neuen Anforderungen standhalten konnten. In den deutschen Bergrevieren wurde in der zweiten Hälfte der 1970er Jahre auf einigen Bergwerken Schnellzugverkehr für die Personenbeförderung mit einer Fahrgeschwindigkeit von bis zu 25 Kilometern pro Stunde eingeführt.